# Julbock

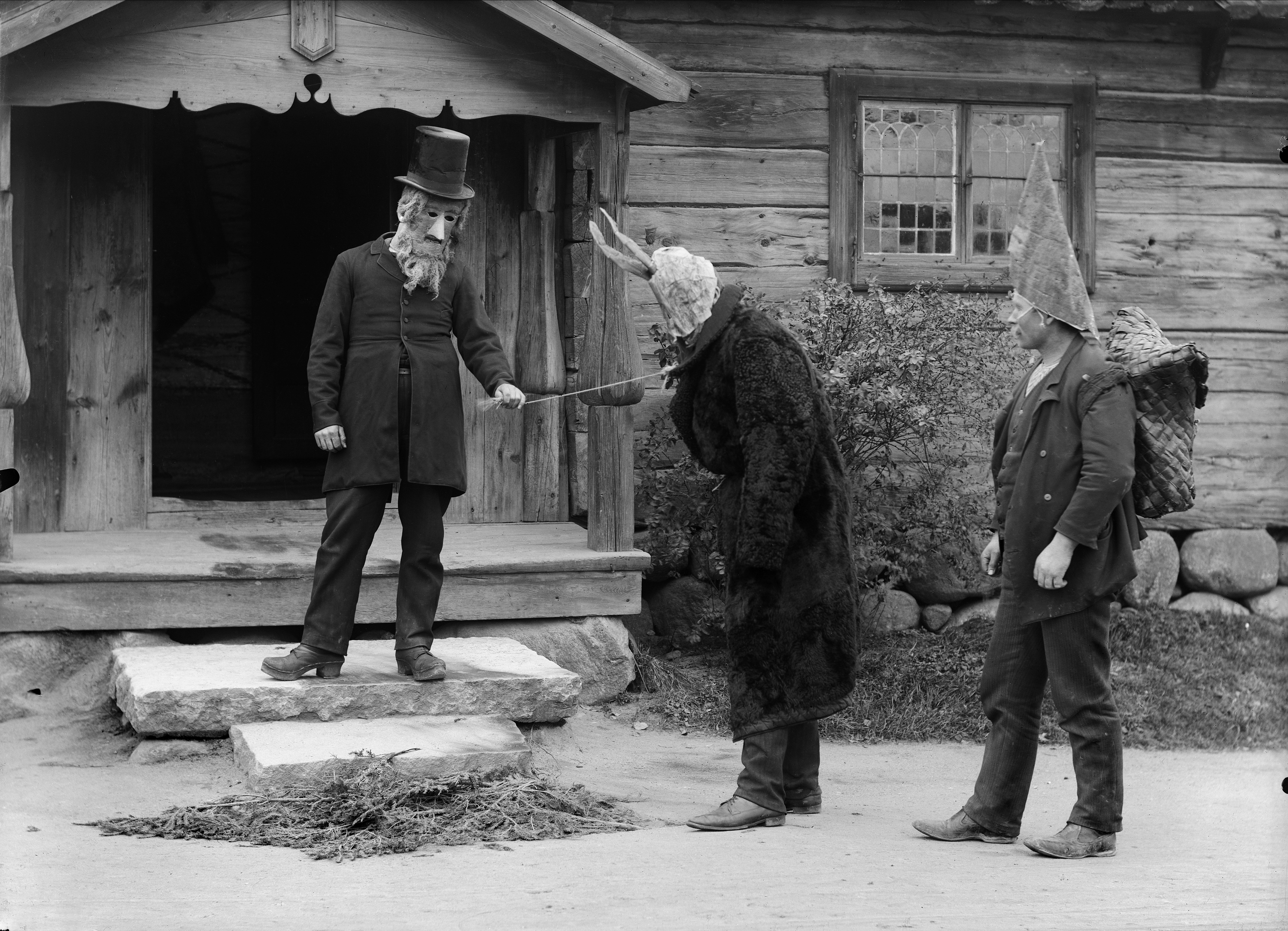
Le Julbock en tournée, accompagné de deux compères (Suède). Nils Keyland / Nordiska museet.

Le Julbock (ou Julbukk) est l’un des plus vieux symboles de Noël des pays scandinaves et du nord de l’Europe. On peut le traduire en français par bouc de Noël ou chèvre de Noël.

## Origines
L'origine du Julbock remonte bien avant l’ère chrétienne. Personnage clairement païen, il pourrait avoir été emprunté par les Scandinaves aux Celtes ou aux Germains, être rattaché à Odin ou aux boucs du dieu Thor, qui voyageait dans le ciel tiré par deux d’entre eux. Quoi qu'il en soit, sa tradition est bien établie en Scandinavie dès le XIVe siècle et s'appuie sans doute sur tout un faisceau de pratiques païennes antérieures.
Le Julbock fait partie des nombreux personnages et symboles folkloriques associés à la période du solstice d'hiver, période de renouvellement de la nature progressivement réintégrée dans le cycle chrétien de la Nativité.

## Traditions
La forme et le rôle du Julbock ont évolué, mais à l'origine, le fait qu'il s'agisse d'un bouc associe le Julbock à la reproduction et donc, dans les sociétés agricoles, à la fertilité et à l'abondance. C'est pourquoi il se manifeste au cœur de l'hiver, pour prédire l'avenir des récoltes dont dépendent la survie de la communauté.
Le Julbock désigne un personnage affublé d'une houppelande de fourrure et portant un masque de bouc cornu et barbu, dont la mâchoire peut être articulée pour obtenir un claquement de mauvais augure. Le costume est parfois agrémenté de sonnailles. Il incarne un esprit, à l'origine plutôt maléfique, capable de se transporter d'un endroit à l'autre. Le nom désigne également une figurine de paille tressée représentant un bouc ou une chèvre.
Dans un schéma typique, le Julbock originel, seul ou accompagné par d'autres personnages folkloriques, visite en blatérant les maisons où il exige un tribut en menaçant la famille, en effrayant les enfants, en mettant le désordre dans la maison. Sa performance peut-être accompagnée de chansons et de danse. Il profère alors des prédictions concernant l'année à venir qui, selon la manière dont il a été reçu, seront favorables ou s'apparenteront à un sort jeté sur la famille. C'est la raison pour laquelle il doit être abreuvé de bière et de schnaps, et nourri s'il le demande. Il laisse en partant une figurine de paille tressée représentant un bouc, parfois accompagnée d'un message moqueur, injurieux ou menaçant, selon l'accueil qu'il a reçu. Les victimes de ces « sorts » s'empressent de  s'en débarrasser en les laissant nuitamment sur le seuil de leurs voisins.
Certaines traditions comportent une phase dansée et chantée au cours de laquelle le bouc est tué et resuscite, à l'instar des boucs de Thor, sacrifiés chaque soir pour le banquet du Valhalla et ressuscités au matin pour le banquet du jour suivant,.
Le Julbock est, comme le bouc, lié à la sexualité, et c'est pourquoi il participait autrefois aux charivaris visant les individus dont la conduite pouvait apporter le scandale dans la communauté villageoise. Dans certaines régions, lors de ses visites de Noël, il lui arrivait de frapper avec ses cornes une femme de l'assistance, et de revendiquer la commère ainsi désignée comme sa femme. Lorsqu'il était incarné par des jeunes du villages, le Julbock, parfois agrémenté d'attributs phalliques, se permettait des privautés avec les femmes, les embrassant de force, les poussant aux fesses avec ses cornes et les fouettant même symboliquement avec des branchages.
S'il était le personnage principal de la période de la Nativité, le Julbock réapparaissait également (au Danemark et en Norvège) le 6 janvier, pour les rois, accompagné de l'étoile, personnage allégorique guidant les Rois mages. Il peut aussi participer à la fête de saint Knut, le 13 janvier.

## Disparition
Avec les progrès du christianisme, qui combat le Julebock et l'esprit malin qui s'y incarne, les composantes divinatoire, maléfique et sexuelle sont progressivement détachées du personnage. Les chèvres et boucs en paille tressée sont intégrés au cycle de la Nativité : le matériau, disponible en grande quantité, est associé à la naissance du Christ dans la mangeoire de la crèche. Ces figurines et les visites du Julbock continuent à coexister, mais le rôle de ce dernier évolue progressivement pour perdre son caractère païen, disruptif et menaçant. Il est parfois remplacé par une bande d'enfants qui font le tour du village déguisés, en jouant au Julebock. À partir du XIXe siècle, le bouc de Noël devient le personnage qui distribue les cadeaux et il finit par être simplement remplacé par les chèvres/boucs tressés par les enfants et laissés en gage à la veille de Noël pour se trouver échangés au matin contre les cadeaux déposés par le Julbock, devenu aussi invisible que le Père Noël, par lequel il sera ensuite progressivement remplacé,.
Le Julbock a aussi été remplacé par le Julenisse, une sorte de lutin qui distribue les cadeaux. La chèvre est toujours présente et l'accompagne dans ses tournées.

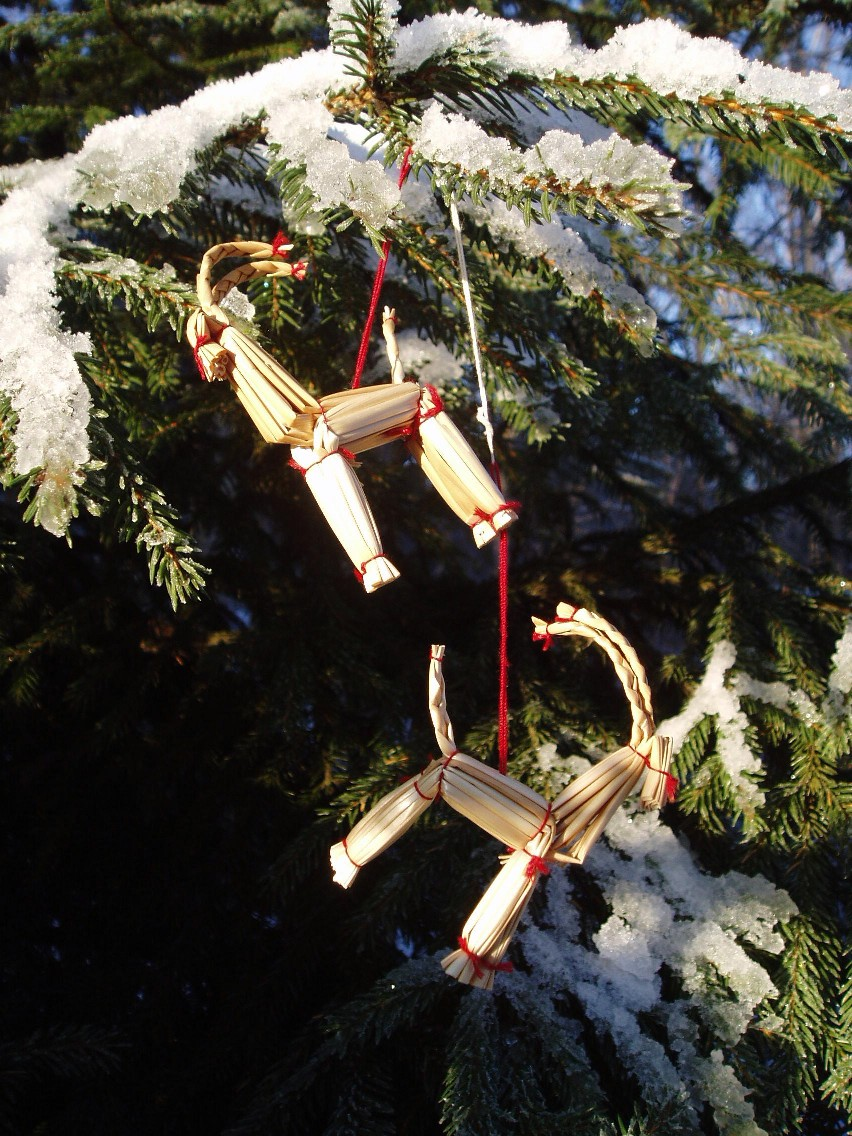
Julbock en paille

## Figurines
Peu appréciées par le clergé, les manifestations du Julbock et ses débordements ont souvent été interdits au cours de l'histoire (le Danemark étant le premier pays à tenter de s'en débarrasser au XVIIIe siècle), ou progressivement censurées, malgré de fortes résistances et des résultats mitigés, pour finir par ne subsister que sous la forme des figurines tressées qui ornent les arbres de Noël et les fenêtres dans les pays scandinaves et baltiques.

## Particularités locales
La colonisation scandinave a disséminé le Julebock en Islande, en Écosse et en Irlande, chaque destination ayant adopté et modifié ses rituels et son rôle.
En Finlande, le Julbock était connu comme une créature laide qui terrorisait les enfants.
Des versions agrandies de ce bouc sont fréquemment reproduites dans les villes et villages des pays nordiques.

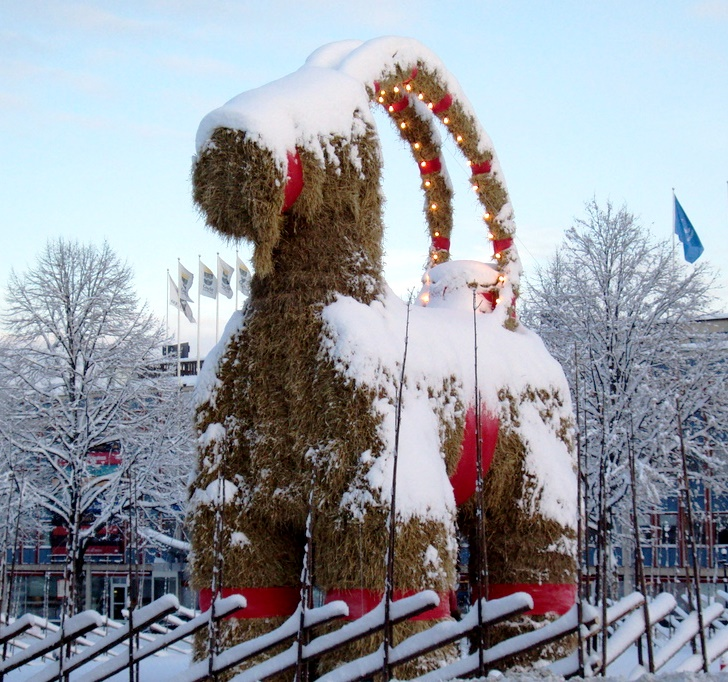
Le bouc de Gävle en 2009.

À Gävle, en Suède, l’association des commerçants et la mairie construisent depuis 1966 le Gävlebocken (bouc de Gävle), qui est le plus souvent incendié lors de vandalismes nocturnes. En Islande, la tradition suédoise est reproduite par le magasin Ikea situé entre Garðabær et Hafnarfjörður ; comme sa source d’inspiration, les chèvres de bois et de paille islandaises sont souvent victimes d’incendies volontaires, ou de vents violents.